# ایمیتو
ایمیتو (به لاتین: Imito) یک منطقهٔ مسکونی در ماداگاسکار است که در منطقه فاندریانا واقع شده‌است.
 ایمیتو  ۲۸٬۰۰۰ نفر جمعیت دارد و ۱٬۳۷۲ متر بالاتر از سطح دریا واقع شده‌است.
آموزش ابتدایی و متوسطه در شهر در دسترس است. اکثریت 99 درصد جمعیت این کمون کشاورز هستند. مهم ترین محصول آن برنج است، در حالی که سایر محصولات مهم لوبیا، کاساوا و سیب زمینی شیرین هستند.